# Ноцебо
Ноцебо (від лат. nocebo — «я пошкоджу») — негативне передчуття від очікуваного явища, яке ще більш поглиблює негативний ефект, ніж він був би насправді, протилежність ефекту плацебо.
Ефект ноцебо проявляється як наслідок віри у хворобу, тоді як ефект плацебо — наслідок віри у ліки.
Проявлятись ефект ноцебо може як погіршення самопочуття, хвороби, підсилення відчуття болю і навіть впливати на успіх оперативних втручань. Окремими дослідженнями заявлено про широкий спектр можливих проявів: нудота, болі в животі, свербіж, здуття живота, депресію, проблеми зі сном, втрату апетиту, сексуальну дисфункцію і тяжку гіпотензію. І навпаки, позитивні очікування в відношенні лікування підсилюють позитивний результат — ефект плацебо.
Ці протилежні ефекти можуть спостерігатися після прийому у лікаря, який, за відчуттями пацієнта, нічим не допоміг чи допоміг.
Ефект ноцебо наряду з ефектом плацебо використовується як поправка у клінічних тестуваннях нових препаратів, зокрема, ефект ноцебо дозволяє виявити правдивість негативних ускладнень чи побічну дію препарату. 
Обидва плацебо і ноцебо ефекти психогенного характеру, виробляють вимірні фізіологічні зміни, а також зміни в головному мозку, тілі і поведінці коли пацієнт очікує страждання навіть за умови що ліки, є інертною речовиною. Термін з'явився як антитеза до плацебо, та також має психофізіологічну природу.

## Етимологія
Термін ноцебо (від. лат. nocēbō, «я буду шкодити», від noceō, «шкодити») був вигаданий в 1961 році Вальтером Кеннеді (насправді він говорив про «реакцію ноцебо»)..

## Важливість підходу лікаря
В прямому етері радіопрограми BBC Discovery ведучий Джефф Вотс показав наглядний варіант розмови з лікарем, який був учасником передачі, і скаржився йому на самопочуття, у відповідь лікар в ході діалогу подавав негативні сигнали та говорив про "погані новини" для пацієнта з цього приводу. В результаті низки експериментів було виявлено, що навіть згадка лікаря про побічні ефекти від ліків, на відміну від позитивного погляду, може підвищити ймовірність того, що пацієнт дійсно відчує запаморочення, втому, головний біль чи розлад шлунку - навіть якщо вони приймають несправжні ліки.
Висловлена думка продовжує тему важливості та незамінності медсестер та лікарів в участі у лікуванні, так як впливає на результати та ефективність лікування.

## Цікаві факти
- В одному дослідженні на добровольцях вивчали зв'язок між використанням мобільного телефону і головним болем. При цьому деякі з досліджуваних скаржилися на головний біль навіть тоді, коли замість телефону (без їх відома) їм давали його імітацію. У пацієнтів, які очікують посилення болю, посилюється тривога. Це призводить до активації холецистокініну, що, в свою чергу, посилює біль. Створюється порочне коло тривоги і болю.

- Колишня голова ВООЗ страждала від синдрому ноцебо і заборонила використання мобільних телефонів у її офісі, так як вважала, що це викликає в неї мігрені.[13]
- 20% британців стверджують, що їхній шлунок не сприймає частину продуктів, тоді як проведені медичні тести показали, що лише кожний десятий з них має проблеми з харчуванням.[13]
- Ефект ноцебо може проявлятися від остраху перед новими технологіями: перші користувачі телефонних апаратів повідомляли про запаморочення та біль після використання телефону.[13]
- скандинавські працівники у 1980-і рр. часто мали висипи неясної етіології, і на їхню думку, їх викликали комп'ютерні монітори.[13]

## В кіно
- Ноцебо-ефект показаний в радянському фільмі «Учень лікаря», де учень підносить вчителю склянку чистої джерельної води, а вчитель вмирає, думаючи, що прийняв невідому йому отруту.
- Фільм "Ноцебо" 2022 року, знятий у співробітництві Великої Британії, Ірландії, США та Філіппін про наслідки від недоброго погляду.